# Championnat du Congo de football 1990
Navigation
Saison précédente Saison suivante
La saison 1990 du Championnat du Congo de football est la vingt-huitième édition de la première division congolaise, la MTN Ligue 1. Les douze équipes sont regroupées au sein d'une poule unique, où chaque équipe affronte tous les adversaires de sa poule deux fois, à domicile et à l'extérieur. En fin de saison, pour permettre le passage à 14 clubs, le dernier du classement doit disputer un barrage de promotion-relégation face au 3e de D2.
C’est l'Inter Club qui remporte la compétition cette saison, après avoir terminé en tête du classement final, avec un seul point d'avance sur le Patronage Sainte-Anne et deux sur les Diables noirs de Brazzaville. C’est le second titre de champion du Congo de l’histoire du club, deux ans après le premier.

## Qualifications continentales
Le champion du Congo se qualifie pour la Coupe des clubs champions africains 1991 tandis que le vainqueur de la Coupe du Congo obtient son billet pour la Coupe des Coupes 1991. Si un club réussit le doublé Coupe-championnat, c’est le finaliste de la Coupe qui participe à la Coupe des Coupes.

## Les clubs participants
| - Diables noirs de Brazzaville - Inter Club Brazzaville - Étoile du Congo - CARA Brazzaville - Kahounga FC - EPB Pointe-Noire | - Kotoko Mfoa - Promu de D2 - Petrosport Pointe-Noire - AS Cheminots Pointe-Noire - Patronage Sainte-Anne - Elecsport Bouansa - Promu de D2 - Sucosport Nkayi |

## Compétition

### Classement
Le barème utilisé pour établir le classement est le suivant :
- Victoire : 2 points
- Match nul : 1 point
- Défaite, forfait ou abandon : 0 point

| Rang | Équipe                        | Pts | J  | G | N | P | Bp | Bc | Diff |
| ---- | ----------------------------- | --- | -- | - | - | - | -- | -- | ---- |
| 1    | Inter Club                    | 33  | 22 |   |   |   |    |    |      |
| 2    | Patronage Sainte-Anne         | 32  | 22 |   |   |   |    |    |      |
| 3    | Diables noirs de BrazzavilleC | 31  | 22 |   |   |   |    |    |      |
| 4    | Étoile du CongoT              | 29  | 22 |   |   |   |    |    |      |
| 5    | CARA Brazzaville              | 23  | 22 |   |   |   |    |    |      |
| 6    | Sucosport Nkayi               | 22  | 22 |   |   |   |    |    |      |
| 7    | Kotoko MfoaP                  | 18  | 22 |   |   |   |    |    |      |
| 8    | Elecsport BouansaP            | 18  | 22 |   |   |   |    |    |      |
| 9    | Kahounga FC                   | 17  | 22 |   |   |   |    |    |      |
| 10   | AS Cheminots Pointe-Noire     | 17  | 22 |   |   |   |    |    |      |
| 11   | EPB Pointe-Noire              | 12  | 22 |   |   |   |    |    |      |
| 12   | Petrosport Pointe-Noire       | 9   | 22 |   |   |   |    |    |      |

|  | Qualification pour la Coupe des clubs champions africains 1991                        |
|  | Qualification pour la Coupe des Coupes 1991                                           |
|  | Participation au barrage de promotion-relégation                                      |
|  | Relégation directe en deuxième division                                               |
|  | T : Tenant du titre C : Vainqueur de la Coupe du Congo P : Promu de deuxième division |

### Matchs

#### Barrage de promotion-relégation
| Équipe 1               | Résultat | Équipe 2                | Aller | Retour |
| ---------------------- | -------- | ----------------------- | ----- | ------ |
| Patronage Kinkala (D2) | 1 - 3    | Petrosport Pointe-Noire | 0 - 0 | 1 - 3  |

- Petrosport Pointe-Noire se maintient en première division.

## Bilan de la saison
| Championnat du Congo de football 1990    |                              |
| Champion                                 | Inter Club (2e titre)        |
| Coupes et trophées                       |                              |
| Vainqueur de la Coupe du Congo 1990      | Diables noirs de Brazzaville |
| Qualifications continentales             |                              |
| Coupe des clubs champions africains 1991 | Inter Club                   |
| Coupe des Coupes 1991                    | Diables noirs de Brazzaville |
| Promotions et relégations                |                              |
| Promus en MTN Ligue 1                    | AS Mbako                     |
| Promus en MTN Ligue 1                    | AC Léopards                  |
| Relégués en MTN Ligue 2                  | Aucun                        |